# ヘレヴィク
ヘレヴィク（スウェーデン語: Hällevik）は、スウェーデン・ブレーキンゲ県にある都市である。

## 概要
漁業を中心とした産業が盛んとなっており、魚の燻製小屋や魚類を主とした博物館が町の中にいくつか見られる。また、1920年代から毎年様々なスポーツイベントをハレヴィク・スレグレット (Hällevikslägret)と呼ばれるキャンプ場が主催している。
ヘレヴィクには、サッカークラブであるミェルビーAIFが本拠地を置いており、クラブのホームスタジアムであるストランドヴァーレンや宿泊施設のハネーフスがある。